# Curlew River
La Rivière aux Courlis
Pour les articles homonymes, voir Curlew.

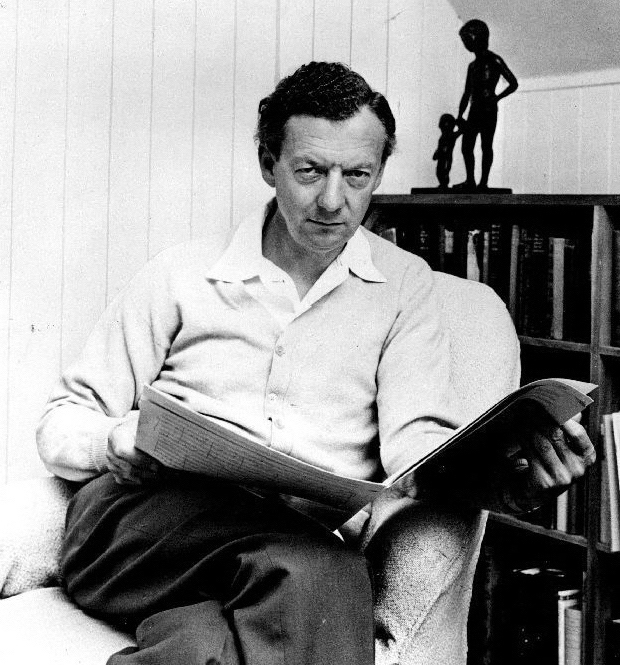
Benjamin Britten, en 1968, quatre ans après Curlew River.

Curlew River — A Parable for Church Performance (op. 71, en français La Rivière aux courlis, une parabole d'église) est la première des trois paraboles d'église de Benjamin Britten composée en 1964. C'est un opéra tiré d'une pièce japonaise de théâtre nô, La Rivière Sumida (Sumida-gawa) de Kanze Motomasa (en) (1395–1431), pièce que Britten avait vue pendant sa visite au Japon en 1956. En plus du drame lui-même, Britten a également incorporé des éléments du nô dans sa composition. Du point de vue esthétique, c'est la première œuvre de Britten caractérisée par « la réduction de l'effectif instrumental, l'austérité du langage sonore, la moralité du livret ».
Le livret est de William Plomer qui a traduit la pièce originale pour la transformer en parabole d'église, située à une époque médiévale près d'une rivière aux Courlis (fictive), située dans les Fens d'Est-Anglie.
La première en a été donnée le 12 juin 1964 à l'église d'Orford, lors du festival d'Aldeburgh. Les deux œuvres étant de durée relativement courte, La Rivière Sumida et Curlew River sont parfois représentées ensemble ; c'est par exemple de qu'a fait le City Opera de Vancouver en 2010.

## Argument
La Rivière aux Courlis du titre est la frontière entre le royaume de l'Est et celui de l'Ouest, avec un passeur qui la fait franchir. Une folle à la recherche de son fils interroge les pèlerins qui attendent de passer.

## Rôles
| Rôle                                                                                                  | Voix    | Première Cast, 13 juin 1964 (Conductor: None) |
| --- | ------- | --------------------------------------------- |
| Madwoman                                                                                              | ténor   | Peter Pears                                   |
| Ferryman                                                                                              | baryton | John Shirley-Quirk                            |
| Traveler                                                                                              | baryton | Bryan Drake.                                  |
| Spirit of the boy                                                                                     | soprane | Robert Carr, Bruce Webb                       |
| Abbot                                                                                                 | basse   | Don Garrard                                   |
| Three assistants (acolytes); Chorus of eight Pilgrims (three tenors, three baritones and two basses). |         |                                               |

## Liens
- Britten page, Stanford University
- Essay on Curlew River
- Program notes and musical analysis by Christopher Hossfeld